# Aignes-et-Puypéroux
Aignes-et-Puypéroux is een voormalige gemeente in het Franse departement Charente in de regio Nouvelle-Aquitaine en telt 269 inwoners (1999).

## Geschiedenis
Aignes-et-Puypéroux maakte deel uit van het kanton Montmoreau-Saint-Cybard totdat dit op 22 maart 2015 werd opgeheven en de gemeenten werden opgenomen in het op die dag gevormde kanton Tude-et-Lavalette. De gemeente fuseerde op 1 januari 2017 met Montmoreau-Saint-Cybard, Saint-Amant-de-Montmoreau, Saint-Eutrope en Saint-Laurent-de-Belzagot tot de commune nouvelle Montmoreau.

## Geografie
De oppervlakte van Aignes-et-Puypéroux bedraagt 13,2 km², de bevolkingsdichtheid is 20,4 inwoners per km².
De onderstaande kaart toont de ligging van Aignes-et-Puypéroux met de belangrijkste infrastructuur en aangrenzende gemeenten.

## Demografie
Onderstaande figuur toont het verloop van het inwonertal.
Vanwege een beveiligingsprobleem met de MediaWiki Graph-software is het momenteel niet mogelijk deze grafiek weer te geven. Zodra de software is bijgewerkt zal de grafiek vanzelf weer zichtbaar worden.